# Château de Grenelle
Le château de Grenelle est un ancien château qui était situé en bordure  nord-ouest de l’actuelle place Dupleix à Paris, qui est à l’emplacement de son ancienne basse-cour. Utilisé comme poudrerie, il fut en grande partie détruit par une explosion en 1794, transformé en gymnase militaire en 1820, en quartier de Cavalerie en 1860.
Le reste de la caserne sur la place Dupleix et le square Nicole-de-Hauteclocque correspondent approximativement à son emplacement.

## Le château de l'origine à 1794
Ce château était une grande ferme, propriété de l'abbaye de  Sainte-Geneviève, dans la plaine de Grenelle. La plaine de Grenelle était une terre agricole alluviale en bordure de Seine, éloignée de la ville de Paris et du village de Vaugirard, dépendant de la paroisse de Saint-Étienne-du-Mont à Paris.
Le château-ferme de Grenelle comprenait un hôtel seigneurial, une chapelle, des étables, une grange et annexes d'exploitation agricole dans un enclos. Il était relié à la ville de Paris par un chemin sur le tracé de l'actuelle rue de Grenelle qui se prolongeait au sud par le chemin des Vaches (actuelle rue de Lourmel) et également par un chemin perpendiculaire correspondant à la rue de Pondichéry et englobé dans sa partie est par le boulevard Garibaldi, qui aboutissait au chemin de Sèvres (actuelles rue de Sèvres et rue Lecourbe) approximativement à l'emplacement du croisement de ces rues avec l'avenue de Breteuil et le boulevard Pasteur (place Henri-Queuille). 
Le château s'agrandit au cours du XVIIIe siècle d'un jardin à la française.
La ferme et ses dépendances, soit une surface de 115 hectares autour de l'actuelle place Dupleix et sur une partie de l'actuel Champ-de-Mars, fut cédée par l'abbaye de Sainte-Geneviève à la Couronne le 20 juin 1751  et en 1753 afin de bâtir l'École militaire et de lui assurer un revenu par le surplus de terres
Le mur des Fermiers Généraux construit en 1788 le contourna par le sud  englobant la partie nord de la plaine de Grenelle dans la ville de Paris, sa partie sud à partir des boulevards extérieurs au mur (actuels boulevards de Grenelle et de Garibaldi) étant rattachée à la commune de Vaugirard créée en 1790 puis en 1830 à la commune de Grenelle.
Après 1790, le château devint un bien national, loué à un particulier puis transformé en 1794 en fabrique de poudre.

## Le site après l'explosion de 1794

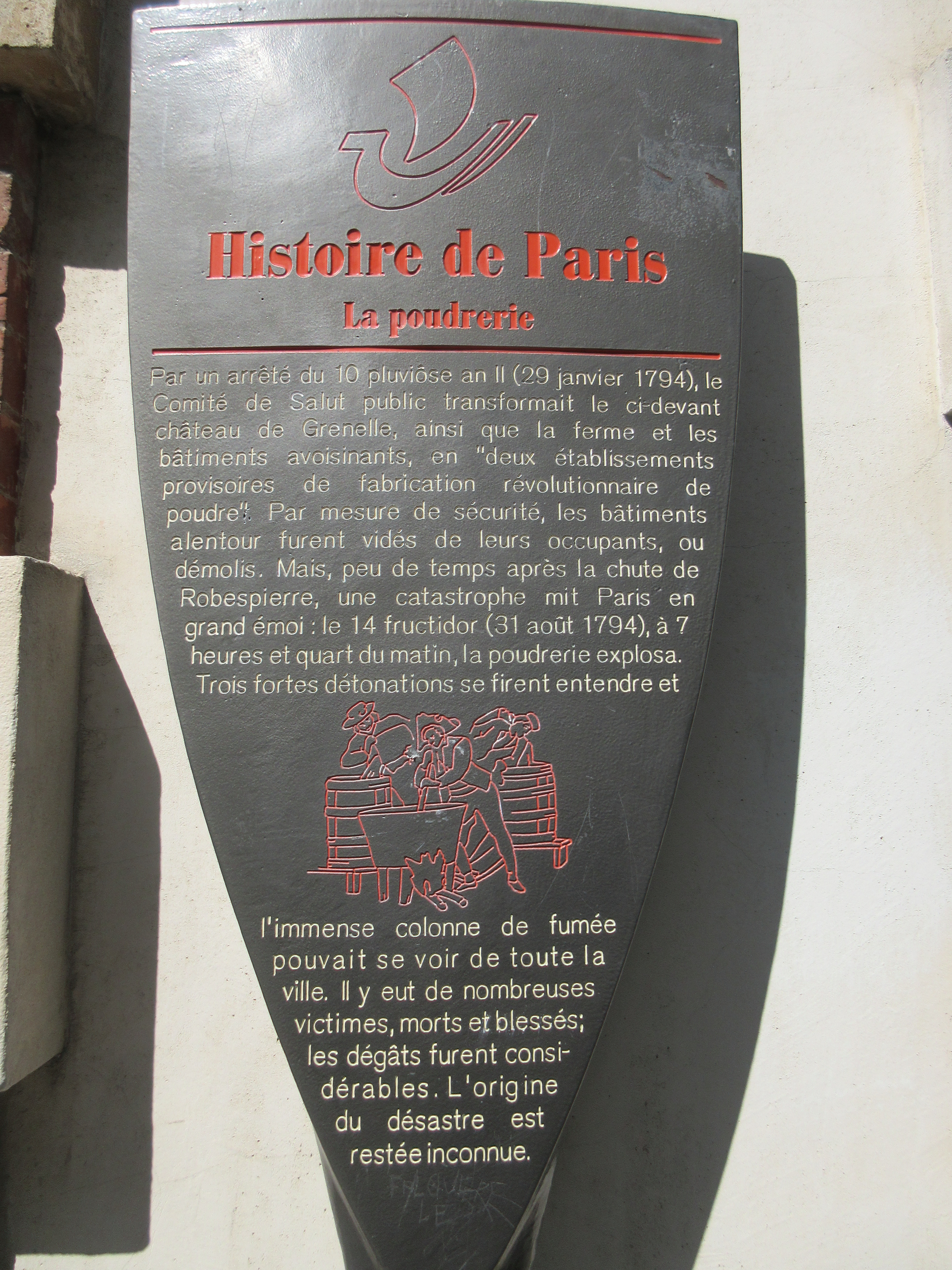
Panneau Histoire de Paris.

La poudrerie explosa le 31 août 1794 causant plus d'un millier de victimes et provoquant des dégâts matériels aux alentours. La poudrerie fut restaurée et continua sa production puis fut achetée par le Génie qui le transforma en 1820 en gymnase militaire. Le terrain d'exercices situé dans l'ancien parc était muni d'importants dispositifs tels que plans inclinés, cercles de pierre et piquets, murs.
Le gymnase fut supprimé en 1838. Un ensemble de casernes fut construit de 1852 à 1856 sur les ruines du château de Grenelle, abritant successivement des unités de cavalerie de ligne, de dragons et de cuirassiers avant de devenir un centre d'instruction de pompiers de Paris en 1942. De 1945 et jusqu'à sa démolition en 1989, la caserne abritait le 1er régiment du train.

## Situation actuelle
L'ensemble est vendu à la ville de Paris en 1988 qui y aménage la ZAC Dupleix.
La caserne sur la place Dupleix, la seule dont les bâtiments ont été préservés, est située à l'emplacement de l'ancien château ; le square Nicole-de-Hauteclocque, l'allée Marguerite-Yourcenar et l'allée du Général-Denain à celui de son jardin.

Evolution du château de Grenelle et de son site de 1600 à 1860
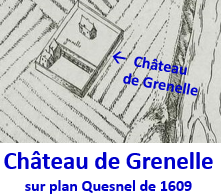
Le château de Grenelle en 1609.
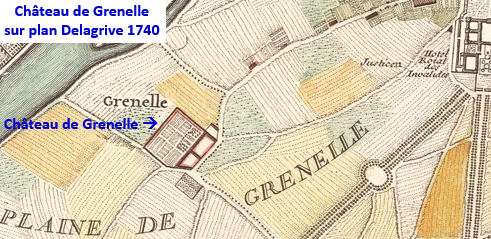
Le château de Grenelle 1740 avec jardin à la française.
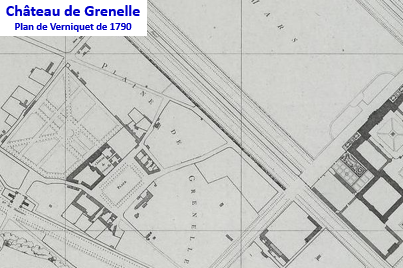
Le château de Grenelle en 1790 à l'intérieur de l'enceinte des fermiers généraux.
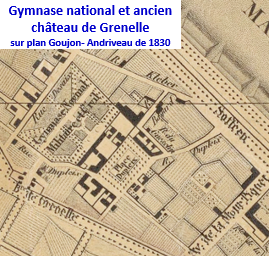
L'ancien château transformé en gymnase militaire en 1830.
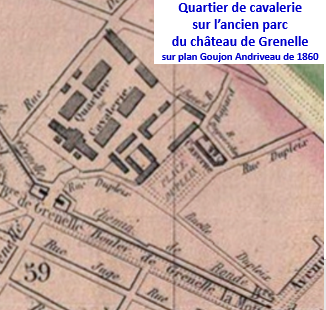
L'ancien château transformé en quartier de cavalerie en 1860.